# Château du Verger au Coq
Le château du Verger au Coq est un édifice de la commune de Saint-Germain-sur-Ille, dans le département d’Ille-et-Vilaine en région Bretagne.

## Localisation
Il se trouve au centre du département et au sud-est du bourg de Saint-Germain-sur-Ille.

## Historique
Le château date de 1737.
La grand-père du général Georges Boulanger l’achète à la Révolution.
Il est inscrit au titre des monuments historiques depuis le 29 août 1988,,.

## Architecture

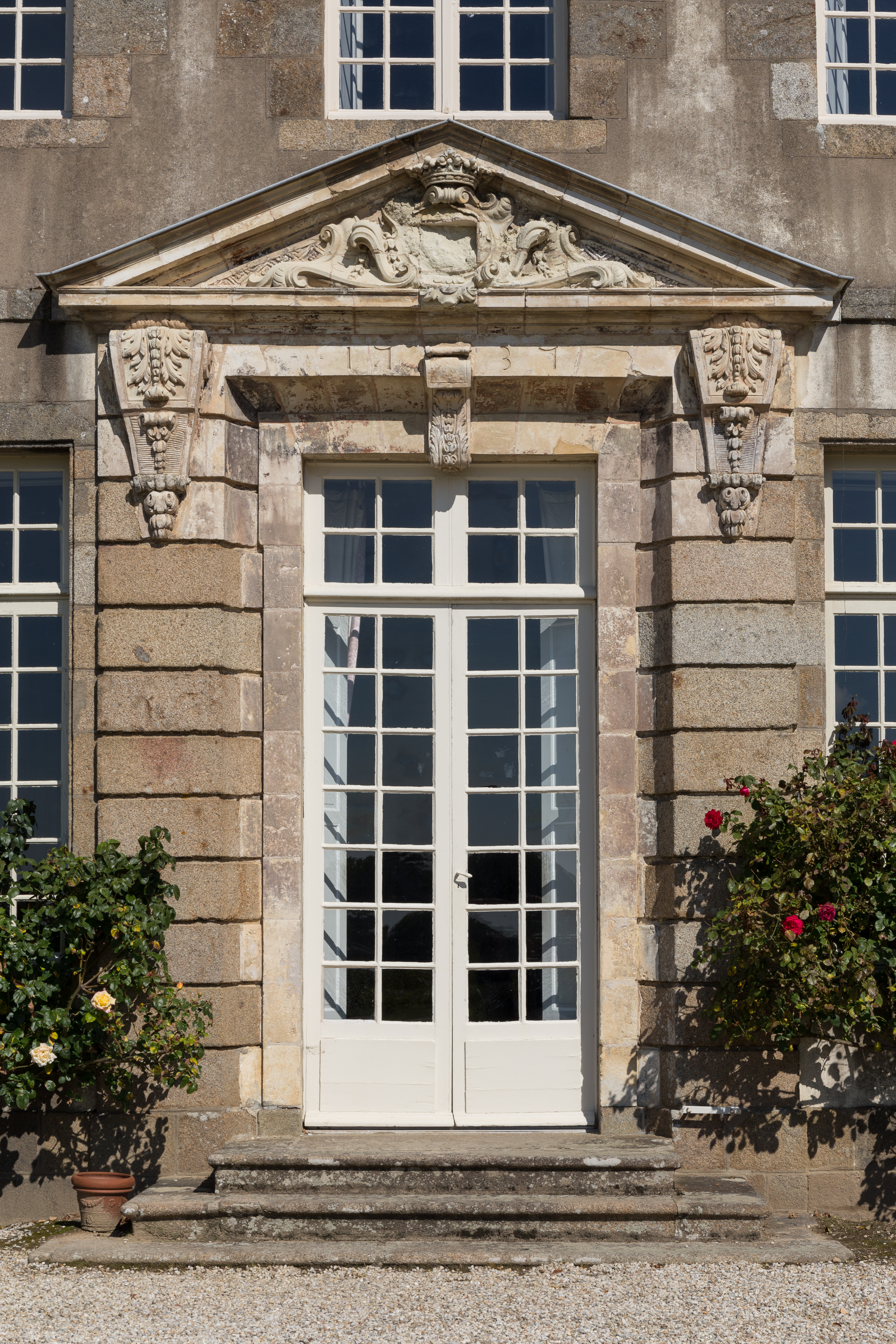
Porte sur la façade sud.
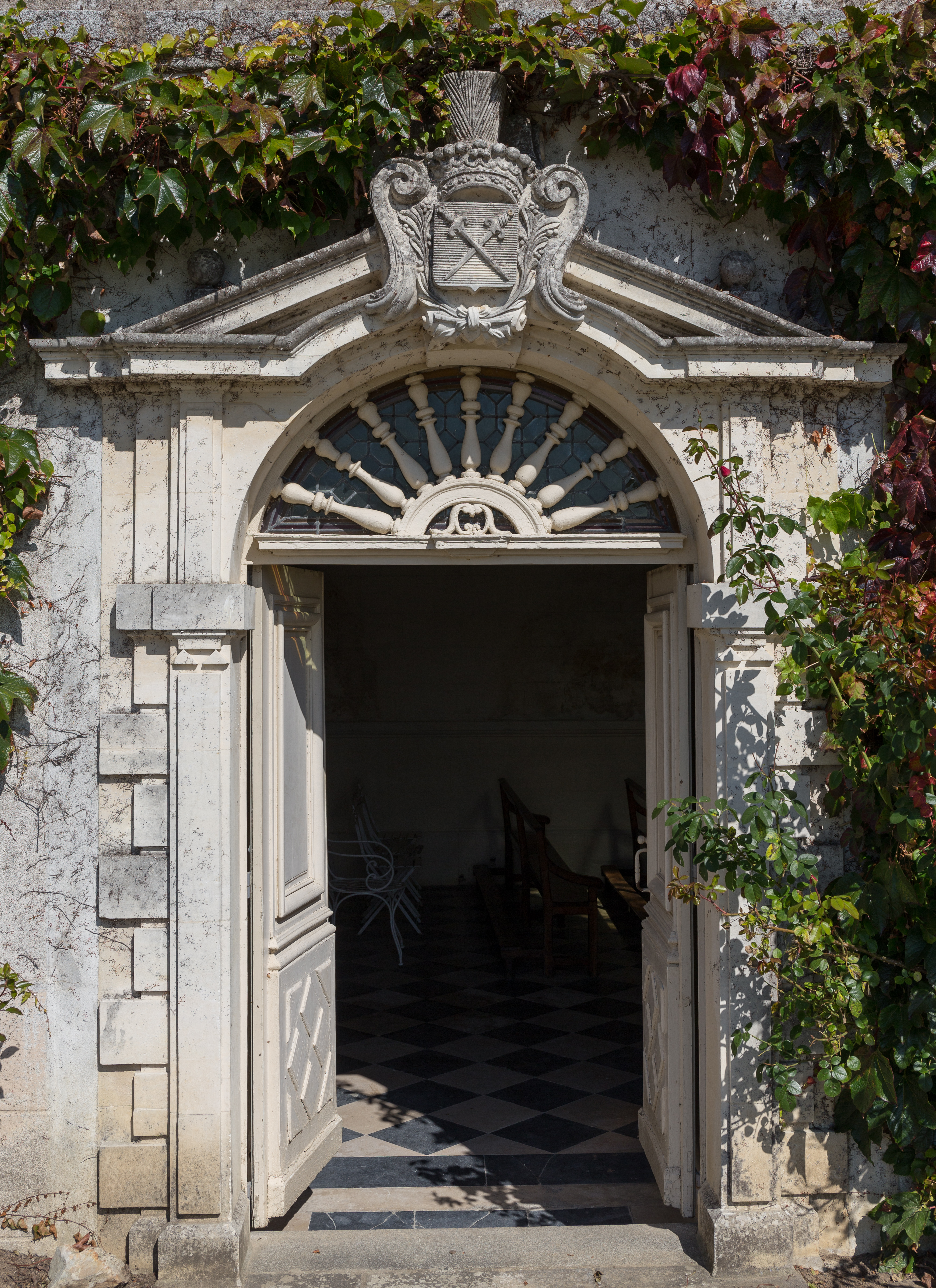
Porte de la chapelle.
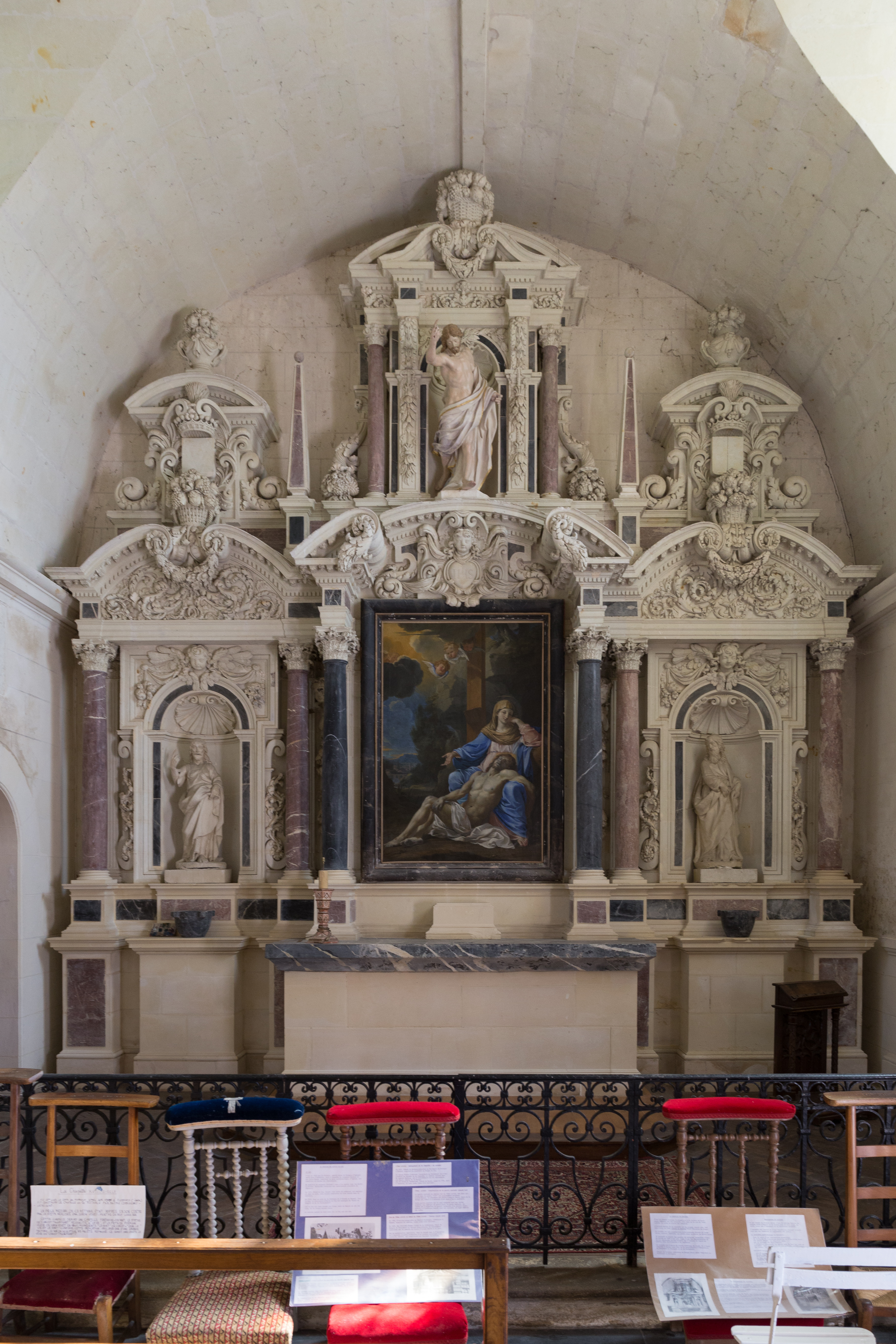
Retable de la chapelle.

La retable de la chapelle date du XVIIe siècle et est également protégé au titre des monuments historiques.